# Bingo!
『Bingo!』（ビンゴ!）は、日本の女性歌手、広瀬香美の1枚目のアルバム。

## 概要
- 1992年7月22日に、ビクター音楽産業からリリースされた。
- 1枚目のシングル「愛があれば大丈夫」リリースから約半年前に発売された、広瀬のCDデビュー作品。
- 5曲目収録「ぜったい信じない」は川村真澄による作詞。この曲を除く、広瀬名義のオリジナル楽曲は、2023年現在に至るまで全て広瀬の作詞。
- アルバム『SUCCESS STORY』発売後の出荷分は、ジャケットデザインを一新して再発売されている。初期出荷分はすべて小文字表記の『bingo!』だったが、再発売された際に現在の『Bingo!』に変更された。

## 収録曲
- 全作曲：広瀬香美
- 作詞：広瀬香美（特記以外）　川村真澄（5）
- 編曲：藤原ヒロシ・宮崎泉（1・4・7）　山川恵津子（3・5・8）　OTO（2・6・9）　平野T.J.ヨーイチ（10）

1. I DON'T WANNA WORK～働きたくなんかない～（4:50）
2. 幸せのリズム（4:48）
3. DON'T GO AWAY（4:55）
  - 2001年発売のベスト・アルバム『広瀬香美 THE BEST Love Winters〜ballads』および2010年発売のセルフカバー・アルバム『名曲アルバム』に収録。
4. 言えない気持ち（4:59）
  - 1994年発売シングル「ドラマティックに恋して」C/W曲にも収録。
5. ぜったい信じない（5:23）
6. 13日の金曜日（5:21）
7. We'll be together（5:03）
8. MY HOME ALONE（4:39）
9. HOW MUCH I NEED YOU（6:52）
10. YOU'RE MY LIFE（4:19）
  - 2010年発売のセルフカバー・アルバム「名曲アルバム」に収録。